# Национальная коалиционная партия (Сальвадор)
Национальная коалиционная партия, ПКН (исп. Partido de Concertación Nacional, PCN) — правоцентристская консервативная партия Сальвадора. До 2011 года имела название Партия национального примирения, ПНП (исп. Partido de Conciliación Nacional, PCN). Была самой влиятельной политической партией в стране в 1960-х и 1970-х годах, была тесно связана с военными Сальвадора. Хулио Ривера Адальберто Карбальо, кандидат от Партии национального примирения, был избран президентом в 1962 году, и следующие три президента были также из этой партии. После революции 1979 года партия утратила своё влияние, но по-прежнему существует и избирается в парламент.

## История

### Основание
Партия была основана по инициативе полковника Хулио Ривера Адальберто, который баллотировался на президентские выборы в 1962 году, оставляя в качестве вице-президента Рафаэля Армандо Салинаса. Ривера первоначально думал, чтобы достичь президентства через вновь созданную Христианско-демократическую партию, но христианские демократы имели сильную антимилитаристскую позицию и отвергали любой союз с военными в целях прихода ко власти. Среди христианских демократов произошёл раскол, и некоторые из членов партии приняли участие в создании ПНП, такие как Хосе Висенте Виланова, Хосе Итало Хиаматей. Вместе с христианскими демократами в создании партии приняли участие правые, такие как дипломат Франсиско Хосе Герреро, Энрике Сол Меза, Сальвадор Гуэрра Геркулес и Рафаэль Армандо Салинас.
Национальная коалиционная партия считалась в течение многих лет военной, но большинство состава её руководства было сформировано из гражданских профессиональных политиков. Была цель добиться поддержки широких социальных слоёв по примеру Институционно-революционной партии Мексики, но без принятия социалистической модели, в связи с серьёзными разногласиями внутри партии, которые произошли после Кубинской революции. В итоге ПНП была основана как популистская антикоммунистическая партия, которая должна продолжать линию Революционной партии демократического объединения (исп. PRUD) и Pro Patria. От PRUD были избраны президенты Оскар Осорио и Хосе Мария Лемус. От Pro Patria президентом был Максимилиано Эрнандес Мартинес. Национальная коалиционная партия выступала в качестве защитника идей национализма, демократии, социальной справедливости и национального примирения.

### 1960-е — 1970-е годы
В 1962 году ПНП создала военизированную Национал-демократическую организацию (ОРДЕН) (исп. Organización Democrática Nacionalista, (ORDEN)). В 1967 году она активизирует свою деятельность при президентстве генерала Фиделя Санчеса Эрнандеса. Основными сторонниками были сотрудники государственного сектора и сельское население. ОРДЕН поначалу выступал как политическая, социальная и профсоюзная организация, но вскоре стал заниматься военной разведкой и превратился в парамилитарное формирование. ОРДЕН официально распущен в октябре 1979 года, но его структуры продолжали функционировать во время Гражданской войны в Сальвадоре. Его члены принимали участие в репрессиях в сельской местности. Многие члены этой организации также составили основную общественную поддержку Националистического республиканского альянса (АРЕНА), основанного в 1981 году.
ПНП впервые приняла участие в выборах в Законодательную ассамблею Сальвадора в декабре 1961 года, заняв все места в парламенте. В 1962 году кандидат от партии победил на президентских выборах. Это был полковник Хулио Адальберто Ривера Карбальо, правивший до 1967 года. Его сменил генерал Фидель Санчес Эрнандес (1967—1972), полковник Артуро Армандо Молина (1972—1977) и генерал Карлос Умберто Ромеро (1977 — 1979), несмотря на серьёзные обвинения в махинациях на выборах 1972 и 1977 года.
В годы правления ПНП реализовывались меры по развитию экономической сферы, воспользовавшись выгодными ценами на кофе, в то время как в политической сфере все группы левых и центристских силы оппозиции, Христианско-демократическая партия и Национальное революционное движение (MNR) (исп. Movimiento Nacional Revolucionario, MNR) подвергались жёстким репрессиям. Репрессии оппозиционных сил и махинации на президентских выборах 1972 и 1977 годов дискредитировали правительство ПНП среди широких слоёв населения, были созданы и увеличивали своё влияние левые партизанские группировки (ФПЛ, ЕРП и РН). На протяжении 70-х годов назревал политический кризис, который закончился переворотом 15 октября 1979 года, что ознаменовало конец правления ПНП с приходом ко власти революционного правительства. Одной из целью переворота был роспуск Национальной коалиционной партии, но ПНП выдержала политическое давление и продолжила активно участвовать в политической жизни.

### 1982—2000
В 1982 году партия была реорганизована, участвовала во всех выборах, добивалась хороших результатов, особенно в сельской местности, где у ПНП была традиционно серьёзная поддержка. В 1982 году на выборах в Конституционную ассамблею ПНП получила 18,6 % голосов и 14 мест. В 1985 и 1988 году партия продолжает терять своё влияние — 8,3 % на парламентских выборах в 1985 году, 8,5 % в 1988 году. В 1991 и 1994 годах на парламентских выборах занимала четвёртое место (9,0 % и 6,21 % соответственно), уступая Демократической коалиции и христианским демократам. С 1989 года ПНП выступает как союзник Националистического республиканского альянса, а в 1997 году ПНП вернулась на третье место на парламентских выборах, получив 8,4 % голосов и 11 мест в парламенте.

### 2000 — н.в.
На парламентских выборах, состоявшихся 16 марта 2003 года, партия получила 13,0 % голосов избирателей и 16 из 84 мест в Законодательной ассамблее. Кандидат от ПКН на президентских выборах 21 марта 2004 года, Хосе Рафаэль Мачука Селайя, набрал 2,7 % голосов. На парламентских выборах 12 марта 2006 года партия получила 11,0 % голосов избирателей и 10 из 84 мест, меньше, чем в 2003 году, но ПНП по-прежнему осталась третьей в парламенте Сальвадора. 18 января 2009 года на выборах в Законодательную ассамблею партия получила 11 мест.
В настоящее время ПНП, позже переименованная в Национальную коалиционную партию, не является партией власти. Но, как правило, она выступает в союзе с АРЕНА.
Партия должна была быть распущена после президентских выборов 2004 года, на которых её кандидат не набрал необходимые 3 % голосов, было разрешено участвовать в следующих выборах согласно специальному указу; этот указ был признан неконституционным 30 апреля 2011 года, и партия была распущена.
Партию восстановили 20 сентября 2011 года под названием Национальная коалиция (исп. Concertación Nacional, CN). Через год к названию было добавлено слово «Partido» («партия»). Это позволило вновь использовать традиционную аббревиатуру PCN. С 2012 года, партия имеет 6 из 84 мест в Законодательной ассамблее и 26 из 262 мест в местных законодательных органах. В 2015 году на парламентских выборах партия набрала 6,77 % голосов и получила 6 мест в Законодательной ассамблее.